# The Players (Nueva York)
El The Players  es un edificio histórico de un club social muy frecuentado ubicado en Nueva York, Nueva York. El The Players se encuentra inscrito como un Hito Histórico Nacional en el Registro Nacional de Lugares Históricos desde el 15 de octubre de 1966. Stanford White fue el arquitecto del The Players.

## Ubicación
El The Players se encuentra dentro del condado de Nueva York en las coordenadas 40°44′15″N 73°59′13″O / 40.7375, -73.986944.